# Acide isocitrique
L’acide isocitrique est un composé chimique de formule HOOC–CH2–CH(COOH)–CHOH–COOH. Il s'agit d'un acide faible, présent dans le milieu intracellulaire sous forme d'anion isocitrate. C'est un acide tricarboxylique, isomère de l'acide citrique, dont il dérive dans les cellules vivantes par action d'une enzyme, l'aconitase (EC 4.2.1.3), via l'acide cis-aconitique :
|                        | {\displaystyle \rightleftharpoons } H2O + |               | {\displaystyle \rightleftharpoons } |            |
| Citrate                |                                           | cis-Aconitate |                                     | Isocitrate |
| Aconitase – EC 4.2.1.3 |                                           |               |                                     |            |

C'est également un substrat de l'isocitrate déshydrogénase (EC 1.1.1.41 et EC 1.1.1.42) pour former l'acide oxalosuccinique :
|            | + NAD+ {\displaystyle \rightleftharpoons } NADH + H+ + |                |
| Isocitrate |                                                        | Oxalosuccinate |

|                                         | → CO2 + |                 |
| Oxalosuccinate                          |         | α-Cétoglutarate |
| Isocitrate déshydrogénase – EC 1.1.1.41 |         |                 |

Ces deux réactions font partie du cycle de Krebs.